# Свенцянский уезд
Свенця́нский уе́зд (бел. Свянцянскі павет, лит. Švenčionių apskritis до 1842 — Завиле́йский уе́зд) — административная единица в составе Виленской, Литовской и Литовско-Виленской губерний, существовавшая в 1795—1920 годах. Центр — город Свенцяны.

## История
В 1795 году в составе Виленской губернии Российской империи был образован Завилейский уезд на территории, отошедшей к России в результате 3-го раздела Речи Посполитой.
В 1797 году уезд вошёл в состав Литовской губернии, в 1801 — в состав Литовско-Виленской (с 1840 — Виленской).
В 1842 переименован в Свенцянский уезд.

В «Военно-статистическом обозрении Российской империи. Том IX. Часть 2. Виленская губерния» за 1848 год Свенцянский уезд описывается следующим образом:
«Свенцянский уезд разделяется на 4 стана; государственные имения на 9 сельских управлений. Становые пристава помещаются: 1-го стана — в м. Лынтупах, 2-го в Колтынянах, 3-го в м. Годуцишках, 4-го в м. Свире. Сельские управления находятся в г. Свенцянах, в Лынмянах, с.с. Давгелишках, Островец, м. Годуцишках, с. Загаче, м. Свире, с. Страчанке и м. Войстаме, в которых всего 18 278 душ мужского пола».
В 1920 году уезд отошёл Польше.

## Население
По данным переписи 1897 года в уезде проживало 172,2 тыс. чел. В том числе белорусы — 47,5 %; литовцы — 33,8 %; евреи — 7,1 %; поляки — 6,0 %; русские — 5,4 %. В уездном городе Свенцяны проживало 6025 чел.

## Административное деление
В 1890 году в состав уезда входило 22 волости:
| № п/п | Волость         | Волостное правление | Число селений | Население |
| ----- | --------------- | ------------------- | ------------- | --------- |
| 1     | Александровская | д. Жукойны          | 98            | 6732      |
| 2     | Вишневская      | м. Вишнево          | 33            | 5408      |
| 3     | Войстомская     | м. Войстом          | 71            | 8993      |
| 4     | Годутишская     | м. Годутишки        | 96            | 9206      |
| 5     | Давгелишская    | с. Новые Давгилишки | 171           | 10711     |
| 6     | Дуботовская     | м. Дубатовка        | 53            | 5931      |
| 7     | Заболотишская   | д. Заблотишки       | 116           | 6829      |
| 8     | Занорочская     | д. Близники         | 29            | 3168      |
| 9     | Кемелишская     | м. Кемелишки        | 61            | 4823      |
| 10    | Кобыльникская   | м. Кобыльники       | 127           | 5120      |
| 11    | Комайская       | м. Камаи            | 82            | 6022      |
| 12    | Кукутишская     | м. Кукутишки        | 117           | 5747      |
| 13    | Лынгмянская     | м. Лынгмяны         | 158           | 7986      |
| 14    | Лынтупская      | м. Лынтупы          | 67            | 4336      |
| 15    | Мелеганская     | м. Мелегяны         | 82            | 5118      |
| 16    | Михайловская    | застава Першукшта   | 81            | 6266      |
| 17    | Нестанишская    | д. Завидиненты      | 49            | 5762      |
| 18    | Свенцянская     | г. Свенцяны         | 168           | 7897      |
| 19    | Свирская        | м. Свирь            | 61            | 5213      |
| 20    | Тверечская      | с. Поповка          | 84            | 6994      |
| 21    | Шеметовская     | м. Шеметово         | 38            | 5169      |
| 22    | Ясевская        | д. Загач            | 63            | 4224      |

В 1913 году в уезде была 21 волость, упразднена Нестанишская волость.

## Населённые пункты
По переписи 1897 года наиболее крупные населённые пункты уезда:
| - город Свенцяны - 6025 чел.; - местечко Годутишки - 2247 чел.; - местечко Свирь - 1686 чел.; - посад Ново-Свенцяны - 1340 чел.; - местечко Кобыльники - 1055 чел.; - местечко Лынгмяны - 847 чел.; | - местечко Кемелишки - 752 чел.; - местечко Лынтупы - 685 чел.; - местечко Королевцы - 631 чел.; - местечко Камаи - 622 чел.; - село Мелегяны - 517 чел. |

## Известные уроженцы
- Бакшанский, Юлиан (1824—1863) — белорусский повстанец, участник Январского восстания 1863 года, публицист.
- Пилсудский, Юзеф (1867—1935) — польский военный, государственный и политический деятель, первый глава возрождённого Польского государства, основатель польской армии; маршал Польши.